# Marte 6
Marte 6 (em russo Марс-6) também conhecida como M-73C No.50 ou ainda 3MS No.50S foi uma sonda espacial soviética lançada com a intenção de explorar Marte. Lançada em 1973 Ela fazia parte de um conjunto de quatro espaçonaves do tipo M-73. 

## A espaçonave
A espaçonave Marte 6 carregava um enorme conjunto de instrumentos para estudar Marte, o módulo aterrissador era equipado com: um termômetro e um barômetro para determinar as condições da superfície, um acelerômetro, e um rádio altímetro para controlar a descida, e instrumentos para analisar a superfície, incluindo um espectrômetro de massa. O módulo de aproximação, carregava também: um magnetômetro, equipamento para captura de plasma, detectores de raios cósmicos e micrometeoritos, e um instrumento para estudar os fluxos de prótons e elétrons do Sol.
Construída pelo NPO Lavochkin, a Marte 6 foi a primeira de duas espaçonaves idênticas do tipo M-73MP, lançadas para Marte em 1973, sendo seguida pela Marte 7. Dois veículos orbitais foram lançados anteriormente durante a "janela" do ano de 1973, o Marte 4 e o Marte 5, na expectativa de que fosse criado um sistema repetidor de sinais para os dois veículos aterrissadores que viriam a seguir, o Marte 6 e o Marte 7. No entanto, o Marte 4 falhou sem conseguir entrar em órbita e o Marte 5 falhou depois de poucos dias em órbita perdendo comunicação.

## A missão
A Marte 6 foi lançada por um foguete Proton-K, tendo como estágio superior um bloco D a partir da plataforma 81/23 do Cosmódromo de Baikonur. O lançamento ocorreu as 17h45min48 UTC do dia 5 de Agosto de 1973, com os primeiros três estágios colocando a espaçonave e o quarto estágio numa órbita de espera baixa antes que o quarto estágio (Bloco-D) fosse acionado para colocar a espaçonave em órbita heliocêntrica na direção de Marte.
A espaçonave realizou uma manobra de correção de curso em 13 de Agosto de 1973. O aterrissador da Marte 6 se separou do módulo de passagem em 12 de Março de 1974 a uma altitude de 48 000 km da superfície de Marte. O módulo de aproximação, continuou sua trajetória passando a 1 600 km. O módulo aterrissador chegou à atmosfera de Marte as 09h05min53 UTC, diminuindo a velocidade de 5 600 para 600 m/s enquanto passava pela camada mais alta da atmosfera. Um paraquedas foi acionado para diminuir ainda mais a velocidade e retrofoguetes deviam ser acionados durante os últimos segundos da descida antes que a sonda tocasse o solo marciano. A sonda retornou dados durante a descida na atmosfera marciana por 224 segundos. No entanto, as 09h11min05 UTC, quando estava prestes a acionar sues retrofoguetes na preparação para o pouso, todo o contato foi perdido. Devido a uma falha de projeto, um chip a bordo da espaçonave se deteriorou durante a missão, e uma grande quantidade dos dados retornados ficaram inutilizados.